# 國生小百合
国生小百合（日语：／ Kokushō Sayuri，1966年12月22日—）是日本的女演員、藝人、歌手，鹿兒島縣鹿屋市出身。血型是A型。愛称是。属于Sony Music Artists旗下。
1985年4月，以小貓俱樂部的会員編号8號出道。1986年，單曲《情人節之吻》獨唱出道。

## 演出

### 配信節目
- （2009年7月 - 9月、Bee TV） - Personality
- （2009年9月、LISMO Video）
- （2011年10月 - 12月、Bee TV） - 飾 兼高朝子

### 廣播
- （日本放送） - 與河合その子・渡邊美奈代・白石麻子
- SONY Night Square （1986年～1988年、日本放送）

### 動畫
- 城市獵人2（1988年）- 手塚明美（第1・2話）

## 備註
1. ↑  .   [2012-07-24]. （原始内容存档于2012-08-19）.

## 外部連結
- Sony Music Artists　国生さゆり
- 國生小百合的X（前Twitter）
- 國生小百合的Instagram帳戶
- 国生さゆりオフィシャルブログ
- Sayuri Kokusho在互联网电影资料库（IMDb）上的資料（英文）